# Aimaq
Os Aimaq (em pastó: ایماق) ou Chahar Aimaq (چهار ایماق), também transliterados como Aymaq, Aimagh, Aimak e Aymak, são um grupo de tribos nômades e semi-nômades sunitas e, em sua maioria, de língua persa. Eles vivem principalmente nas terras altas do centro e do oeste do Afeganistão, especialmente em Ghowr e em Badghis. Os Aimaqs eram originalmente conhecidos como chahar ("quatro") Aymaqs: Jamshidi, Aimaq Hazara, Firozkohi e Taymani. Os Timuri são uma tribo separada, mas que às vezes são incluídos entre os Aimaqs, conhecidos como Aimaq-e digar ("outros Aimaq").
Os Aimaq falam vários subdialetos do dialeto Aimaq da língua persa, mas alguns grupos de Taymani, Firozkohi e Timuri Aimaqs do nordeste adotaram a língua pastó.

## Etimologia
A palavra "Aimaq" é derivada da palavra turco-mongólica "Oymaq", que significa "tribo" e "grupo de tribos". Os Aimaq Hazara e Timuri são os mais próximos dos turco-mongóis, pois são tribos seminômades e alguns deles vivem em yurts, enquanto outros Aimaqs vivem em tendas pretas tradicionais.

## Origem
Os Aimaqs têm origens diferentes com base em sua ascendência tribal. Alguns afirmam ser descendentes das tropas de Gêngis Khan. Outras tribos, como os Taymani e os Firozkohi, afirmam ser descendentes das tribos Pashtun.

## Cultura e sociedade
Os Aimaq são, em grande parte, pastores nômades ou seminômades de cabras e ovelhas. Eles também negociam com vilarejos e fazendeiros durante as migrações para obter pastagens para seus animais. A cultura material e os gêneros alimentícios dos Aimaq incluem peles, tapetes, leite, produtos lácteos e outros. Eles comercializam esses produtos com os povos estabelecidos em troca de vegetais, grãos, frutas, nozes e outros tipos de alimentos e mercadorias.

### Religião
Os Aimaqs são, em sua maioria, muçulmanos sunitas, com exceção dos Jamshidi, que são, em sua maioria, xiitas ismaelitas, em contraste com os Hazaras, que são, em sua maioria, muçulmanos xiitas.

## Demografia

Mapa da CIA mostrando o território do assentamento de grupos e subgrupos étnicos no Afeganistão (2005)

As estimativas da população Aimaq variam entre 250.000 e 500.000.